# The King of Fighters '99: Millennium Battle
The King of Fighters '99: Millennium Battle est un jeu vidéo de combat développé et édité par SNK sur borne d'arcade Neo-Geo MVS et sur console Neo-Geo AES et Neo-Geo CD en 1999 (NGM 251),,,.
Il s'agit du sixième épisode de la série The King of Fighters.

## Système de jeu
La série The King of Fighters est constituée de combats par équipe de trois combattants. The King of Fighters '99 introduit un système baptisé « Strikers », où le joueur choisit 4 personnages dont un « striker », qui peut intervenir le temps d'une attaque. L'intervention du personnage varie également selon le choix du joueur, ainsi, le personnage peut être utilisé pour le côté offensif ou défensif ou même pour le côté utilitaire, en octroyant quelques points de vie à ses coéquipiers ou même en faisant baisser la barre de jauge des combattants adverses. 
Les « Strikers » sont déblocables en finissant le jeu plusieurs fois. La version Dreamcast possède plusieurs arènes différentes et quelques nouveaux personnages « Strikers ». La liste des nouveaux strikers comprend Kyo Kusanagi, Athena Asamiya, Goro Daimon, Billy Kane, Ryuji Yamazaki,  Chizuru Kagura, Syo Kirishima, Alfred Airhawk, Vanessa, Seth, Fiolina Germi et Gai Tendo.

## Personnages

### Équipes et personnages solo
Hero Team
- K'
- Maxima
- Benimaru Nikaido
- Shingo Yabuki

Fatal Fury Team
- Terry Bogard
- Andy Bogard
- Joe Higashi
- Mai Shiranui

Art of Fighting Team
- Ryo Sakazaki
- Robert Garcia
- Yuri Sakazaki
- Takuma Sakazaki

New Ikari Team
- Leona Heidern
- Ralf Jones
- Clark Still
- Whip

Psycho Soldier Team
- Athena Asamiya
- Sie Kensou
- Chin Gentsai
- Bao

Women Fighters Team
- King
- Blue Mary
- Kasumi Todoh
- Li Xiangfei

Kim Team
- Kim Kaphwan
- Choi Bounge
- Chang Kohean
- Jhun Hoon

Personnages solo
- Kyo Kusanagi
- Iori Yagami
- Kyo Kusanagi-1
- Kyo Kusanagi-2

### Boss
- Krizalid

## Équipe de développement
- Producteur : Takashi Nishiyama
- Directeur : Toyohisa Tanabe

## Doublage
- K' : Yuuki Matsuda
- Maxima : Katsuyuki Konishi
- Benimaru Nikaido : Monster Maetsuka
- Shingo Yabuki : Takehito Koyasu
- Terry Bogard : Satoshi Hashimoto
- Andy Bogard : Keiichi Nanba
- Joe Higashi : Nobuyuki Hiyama
- Mai Shiranui : Akoya Sogi (en)
- Ryo Sakazaki : Masaki Usui
- Robert Garcia : Mantaro Koichi
- Yuri Sakazaki : Kaori Horie
- Takuma Sakazaki : Eiji Tsuda
- Leona : Masae Yumi
- Ralf Jones : Monster Maetsuka
- Clark Still : Yoshinori Shima
- Whip : Shiho Kikuchi (en)
- Athena Asamiya : Haruna Ikezawa
- Sie Kensou : Eiji Yano
- Chin Gentsai : Toshikazu Nishimura
- Bao : Kanako Nakano
- King : Harumi Ikoma (en)
- Blue Mary : Harumi Ikoma (en)
- Kasumi Todoh : Masae Yumi
- Li Xiangfei : Mami Kingetsu
- Kim Kaphwan : Satoshi Hashimoto
- Choi Bounge : Monster Maetsuka
- Chang Koehan : Hiroyuki Arita
- Jhun Hoon : Kazuya Ichijō (en)
- Kyo-1 : Masahiro Nonaka (en)
- Kyo-2 : Masahiro Nonaka (en)
- Krizalid : Yoshiyuki Iwamoto
- Kyo Kusanagi : Masahiro Nonaka
- Iori Yagami : Kunihiko Yasui

## Réédition
D'abord sortie sur Neo-Geo AES et système d'arcade Neo-Geo MVS, The King of Fighters '99 a ensuite été commercialisé sur Neo-Geo CD en 1999, sur Dreamcast et PlayStation en 2000. La version PlayStation a été réédité sur PlayStation 3 et PlayStation Portable en 2007 au Japon, en téléchargement sur le PlayStation Network.